# Динамо-Карелия
Динамо-Карелия — молодёжная хоккейная команда из Кондопоги, Карелия, до мая 2024 года входившая в систему СКА. Выступает в Молодёжной хоккейной лиге. Домашние матчи проводит во дворце спорта ОАО «Кондопога». До сезона 2024/25 носила название «СКА-Карелия», в сезоне 2024/25 — «Хорс-Карелия».

## История
Молодёжная команда «СКА-Карелия» была создана в 2015 году, когда команда ВХЛ «СКА-Карелия» переехала в Санкт-Петербург и была переименована в «СКА-Нева». Вместо неё ХК СКА совместно с руководством Республики Карелия решили создать молодёжную хоккейную команду на базе существующих хоккейных школ в Кондопоге и Петрозаводске и ориентированную на местных специалистов и воспитанников.
Выступала в Первенстве НМХЛ с 2015 по 2017 и с 2019 по 2022 годы. В сезонах 2017/2018 и 2018/2019 не участвовала. Планировалось участие клуба в рамках Молодёжной хоккейной лиги по окончании строительства комплекса «Карелия-Арена» в Петрозаводске. В 2017 году в Кондопоге была открыта детская хоккейная школа «СКА-Карелия», участвующая в детских хоккейных соревнованиях Северо-Запада. В сезоне 2019/20 Кондопогу в НМХЛ представлял «ГУОР-Карелия». С сезона 2020/21 генеральный директор СКА, генеральный директор академии СКА Андрей Точицкий и директор государственного училища олимпийского резерва в Кондопоге Александр Воронов подписали договор о сотрудничестве, команда училища вошла в систему СКА и получила имя «СКА-ГУОР Карелия».
В сезоне 2021/22 команда заняла второе место в регулярном чемпионате первенства НМХЛ. С сезона 2022/23 выступала в чемпионате Молодёжной хоккейной лиги под названием «СКА-Карелия».

### Сезон 2015/16
Главным тренером «СКА-Карелия» был назначен Виктор Беляков, помощником — Александр Богатырев из Петрозаводска (что олицетворяло нацеленность молодёжной команды на местные региональные кадры), а тренером вратарей — Андрей Черноскутов. В дебютном сезоне «СКА-Карелия» набрала 43 очка в 44 играх, заняв 10 место в Западной конференции, что не позволило выйти в плей-офф.

### Аффилированные клубы
- СКА (КХЛ): 2015—2024
- Динамо (СПб) (ВХЛ): 2025—н. в.

## Результаты выступления в Первенстве НМХЛ
И — количество проведённых игр, В — выигрыши в основное время, ВО — выигрыши в овертайме, ВБ — выигрыши в послематчевых буллитах, ПО — проигрыши в овертайме, ПБ — проигрыши в послематчевых буллитах, П — проигрыши в основное время, О — количество набранных очков, Ш — соотношение забитых и пропущенных голов, М — место по итогам регулярного чемпионата

### «СКА-Карелия»
| Сезон   | И  | В  | ВО | ВБ | ПБ | ПО | П  | О  | Ш       | М  | Плей-офф           |
| ------- | -- | -- | -- | -- | -- | -- | -- | -- | ------- | -- | ------------------ |
| 2015/16 | 44 | 10 | 0  | 4  | 4  | 1  | 25 | 43 | 107-148 | 21 | Не участвовал      |
| 2016/17 | 44 | 23 | 3  | 5  | 2  | 1  | 10 | 88 | 173-90  | 5  | Вылет в 1/4 финала |

### «ГУОР-Карелия»
| Сезон   | И  | В  | ВО | ВБ | ПБ | ПО | П  | О  | Ш       | М  | Плей-офф      |
| ------- | -- | -- | -- | -- | -- | -- | -- | -- | ------- | -- | ------------- |
| 2019/20 | 48 | 10 | 0  | 0  | 1  | 1  | 36 | 22 | 100-189 | 16 | Не участвовал |

### «СКА-ГУОР Карелия»
| Сезон   | И  | В  | ВО | ВБ | ПБ | ПО | П  | О  | Ш      | М  | Плей-офф           |
| ------- | -- | -- | -- | -- | -- | -- | -- | -- | ------ | -- | ------------------ |
| 2020/21 | 34 | 12 | 1  | 2  | 2  | 0  | 17 | 32 | 93-100 | 13 | Вылет в 1/8 финала |
| 2021/22 | 40 | 27 | 2  | 1  | 1  | 3  | 6  | 64 | 178-91 | 2  | Вылет в 1/8 финала |

## Результаты выступления в МХЛ
И — количество проведённых игр, В — выигрыши в основное время, ВО — выигрыши в овертайме, ВБ — выигрыши в послематчевых буллитах, ПО — проигрыши в овертайме, ПБ — проигрыши в послематчевых буллитах, П — проигрыши в основное время, О — количество набранных очков, Ш — соотношение забитых и пропущенных голов, М — место по итогам регулярного чемпионата

### «СКА-Карелия»
| Сезон   | И  | В | ВО | ВБ | ПБ | ПО | П  | О  | Ш       | М  | Плей-офф      |
| ------- | -- | - | -- | -- | -- | -- | -- | -- | ------- | -- | ------------- |
| 2022/23 | 54 | 6 | 1  | 2  | 2  | 1  | 42 | 21 | 93-224  | 37 | Не участвовал |
| 2023/24 | 54 | 6 | 2  | 0  | 0  | 4  | 42 | 20 | 117-266 | 36 | Не участвовал |

### «Хорс-Карелия»
| Сезон   | И  | В | ВО | ВБ | ПБ | ПО | П  | О  | Ш       | М  | Плей-офф      |
| ------- | -- | - | -- | -- | -- | -- | -- | -- | ------- | -- | ------------- |
| 2024/25 | 54 | 3 | 1  | 0  | 0  | 3  | 47 | 11 | 107-269 | 38 | Не участвовал |

## Главные тренеры и руководство клуба

### Руководство клуба
- Директор: Александр Воронов

### Текущий тренерский штаб
- Главный тренер: Игорь Велькер

## Участники Кубка поколения
| Игрок          | Год  | Амплуа   | Выступал под номером |
| -------------- | ---- | -------- | -------------------- |
| Мерзляков Клим | 2016 | Защитник | 8                    |

## Участники Кубка Вызова
| Игрок          | Год  | Амплуа   | Выступал под номером |
| -------------- | ---- | -------- | -------------------- |
| Коняшкин Денис | 2022 | Защитник | 4                    |

## Арена
Домашняя арена команды — Дворец спорта ОАО «Кондопога» на 1750 мест.
Команда карельских армейцев, представлявшая Петрозаводск, в 1958 году становилась чемпионом республики и участвовала в чемпионате РСФСР 1959 года.